# Маріупольська культурно-історична область
Маріупольська (Маріупольсько-сьєзженська) культурно-історична область - 
доби розвинутого неоліту — початку енеоліту степів Східної Європи.
Датується кінцем VI — першою половиною V тисячоріччя до н. е..

## Дослідження
Визначення культурної спільноти як перехідного етапу від неоліту до енеоліту зроблено Дмитром Телегіним. І. Б. Васильєв обґрунтував виділення цієї області
Концепція культурних явищ степового енеоліту за якою археологічні культури (спільноти) згруповані за двома лініями розвитку — «ямною» та азово-чорноморською. Автором концепції був Валентин Даниленко. У подальшому концепцію розвинув і додатково обґрунтував Ю. Я. Рассамакін.

## Епономія
Назва області походить від могильника у місті Маріуполь (розкопки Миколи Макаренка) та поблизу села Сьєзжого Самарської області (розкопки І. Б. Васильєва). 

## Культурний склад
До складу маріупольської культурної спільноти входять:
- азово-дніпровська культура (Маріупольська культура) — етнонімна культура українських степів,
- нижньодінська культура — на нижньому Подонні,
- воронізько-донська культура — виникла міграцією степовиків з нижнього Подоння,
- самарська культура — у середньому Надволжі,
- надкаспійська культура — північна Надкаспійщина,

Також відносяться відносно споріднені:
- вірьовкінська група пам’ятки у дніпро-донецькому регіоні,
- агідельська культура — водосточище річки Біла.

Відомі поселення та ґрунтові цвинтарі.

## Господарка
Скотарство та мисливство з початками землеробства. 

## Гончарство
Посуд виготовлений із глини з домішкою органіки. Більшість посудин має пласкі денця та комірцеві вінця. 
Орнамент містить гребінцеві відбитки у вигляді рядів ялинки, зигзагу, а також прокреслені лінії та стрічкові композиції. 
Посуд пізньої азово-дніпровської культури орнаментовано переважно наколами та прокресленими лініями. 

## Прикраси
Перламутрове намисто, платівки з ікол кабана, підвіски із зубів тварин і морських черепашок, фігурки, виготовлені з кістки. 

## Поховання
Здійснювалися в індивідуальних ямах, розташованих рядами. 
Для пізньої азово-дніпровської культури характерні колективні поховання у великих ямах, розрахованих на допоховання, подекуди з підбоєм або з дерев’яним перекриттям та входом. 
Померлих клали на спині, випростано, з широтною орієнтацією. 
Є поодинокі тілоспалення. 
У поховальному обряді використовували вогонь та камінь. 
У IV тисячоріччі до н. е. населення азово-дніпровської та самарської культур створює жертовні майданчики на площі могильників. На них знайдено розбитий посуд, знаряддя праці та кістки тварин.

## Мідні вироби
Поширення у степу перших мідних речей і навичок їх обробки збігається з розпадом маріупольсько-сьєзженської області, змінами в господарчій діяльності та соціальному устрої степових племен. 
В надрах області склалися засади розвитку степового населення на початковій стадії енеолітичної доби.